# Detarium
Detarium es un género de plantas con flores de la familia Fabaceae. Son árboles nativos de las selvas del oeste de África. Comprende 8 especies descritas y de estas, solo 4 aceptadas.
El género produce la madera que es sustituto de la caoba. El fruto es comestible.

## Taxonomía
El género fue descrito por Nicholas Edward Brown y publicado en Journal of Botany, British and Foreign 66: 141. 1928. La especie tipo es: Dicrocaulon pearsonii N.E. Br.
Etimología
Dicrocaulon: nombre genérico que deriva de las palabras griegas: "dicros" = tenedor y "caulon" = tallo.

## Especies aceptadas
A continuación se brinda un listado de las especies del género Detarium aceptadas hasta julio de 2014, ordenadas alfabéticamente. Para cada una se indica el nombre binomial seguido del autor, abreviado según las convenciones y usos.
- Detarium beurmannianum Schweinf.
- Detarium macrocarpum Harms
- Detarium microcarpum Guill. & Perr.
- Detarium senegalense J.F.Gmel.